# Nagonasienne drobnolistne
Nagonasienne drobnolistne (Pinophytina Cronquist, Coniferophytina) – podgromada roślin drzewiastych lub krzewów należąca do typu (gromady) nagonasiennych. 

## Systematyka
- Klasa: kordaity, kordaitowe (Cordaitopsida) (rośliny kopalne)
- Klasa: iglaste (Pinopsida Burnett, Coniferopsida)